# 멜로디 토마스 스콧

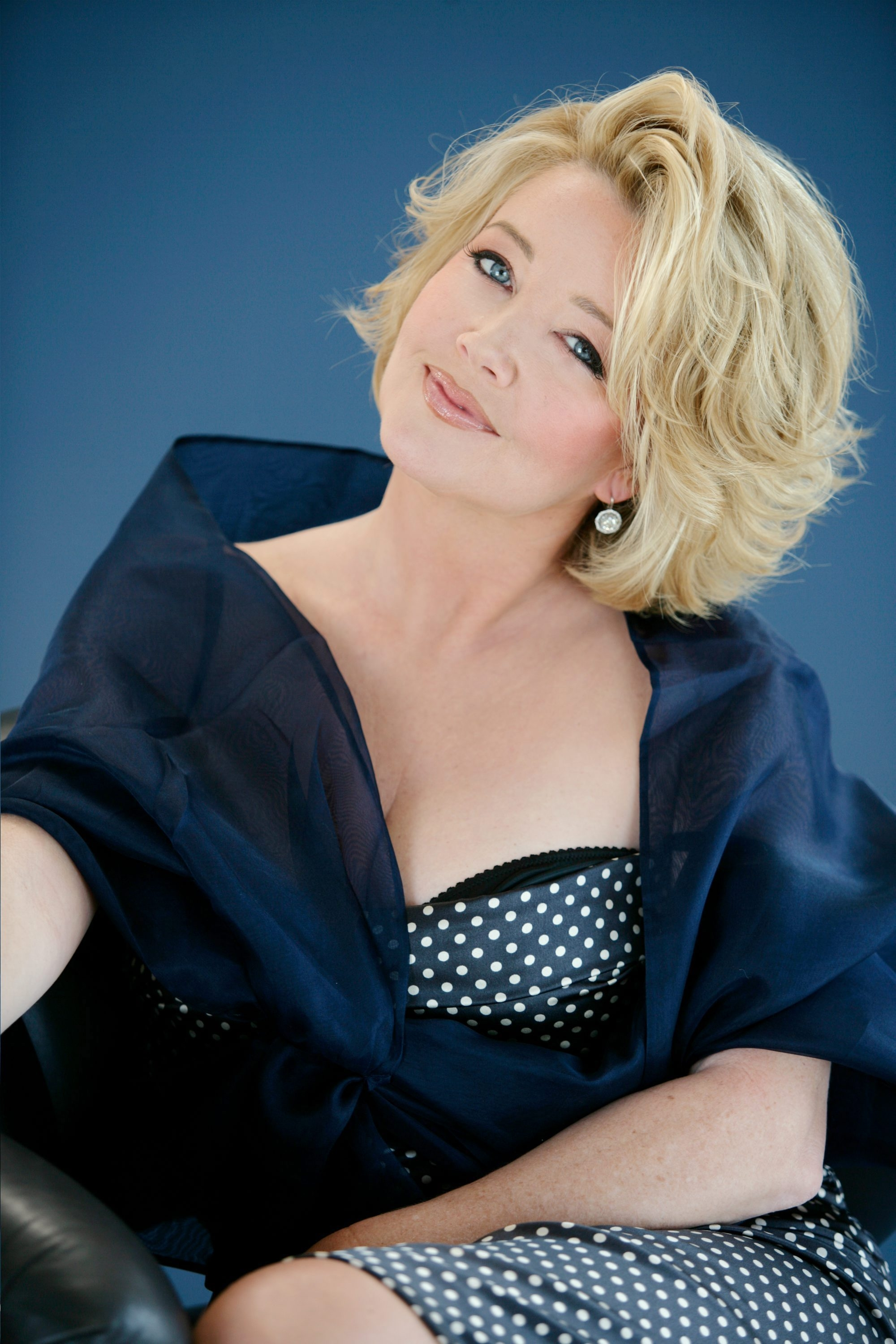

멜로디 토머스 스콧(Melody Thomas Scott, 1956년 4월 18일 ~ )는 미국의 배우이다.
로스앤젤레스에서 태어났다.

## 출연 작품
- 프리저번 (2005년)
- 파라다이스 바이러스 (2003년) - 린다 플레밍 역
- 분노의 악령 (1978년)
- 피라냐 (1978년) - 로라 디킨슨 역
- 마지막 총잡이 (1976년)
- 매혹당한 사람들 (1971년)

### 텔레비전
- 더 영 앤 더 레스트리스 (1973년)
- 월튼네 사람들 (1972년)